# Italiens Grand Prix 1980
Italiens Grand Prix 1980 var det tolfte av 14 lopp ingående i formel 1-VM 1980. Loppet kördes för första och enda gången på Imolabanan, en bana som senare användes för San Marinos Grand Prix.

## Resultat
1. Nelson Piquet, Brabham-Ford, 9 poäng
2. Alan Jones, Williams-Ford, 6
3. Carlos Reutemann, Williams-Ford, 4
4. Elio de Angelis, Lotus-Ford, 3
5. Keke Rosberg, Fittipaldi-Ford, 2
6. Didier Pironi, Ligier-Ford, 1
7. Alain Prost, McLaren-Ford
8. Jody Scheckter, Ferrari
9. Jacques Laffite, Ligier-Ford
10. René Arnoux, Renault
11. Rupert Keegan, RAM (Williams-Ford)
12. Eddie Cheever, Osella-Ford
13. Jean-Pierre Jarier, Tyrrell-Ford (varv 54, bromsar)

### Förare som bröt loppet
- Jean-Pierre Jabouille, Renault (varv 53, växellåda)
- Marc Surer, ATS-Ford (45, motor)
- Mario Andretti, Lotus-Ford (40, motor)
- Riccardo Patrese, Arrows-Ford (38, motor)
- Derek Daly, Tyrrell-Ford (33, olycka)
- John Watson, McLaren-Ford (20, hjullager)
- Hector Rebaque, Brabham-Ford (18, upphängning)
- Emerson Fittipaldi, Fittipaldi-Ford (17, olycka)
- Gilles Villeneuve, Ferrari (5, punktering)
- Bruno Giacomelli, Alfa Romeo (5, punktering)
- Vittorio Brambilla, Alfa Romeo (4, snurrade av)

### Förare som ej kvalificerade sig
- Nigel Mansell, Lotus-Ford
- Manfred Winkelhock, Arrows-Ford
- Jan Lammers, Ensign-Ford
- Geoff Lees, Ensign-Ford